# 瓦爾德克和皮爾蒙特的瑪蒂爾德
瓦爾德克和皮爾蒙特的瑪蒂爾德（德語：Mathilde zu Waldeck und Pyrmont，1801年4月10日—1825年4月13日），格奧爾格一世的女兒。

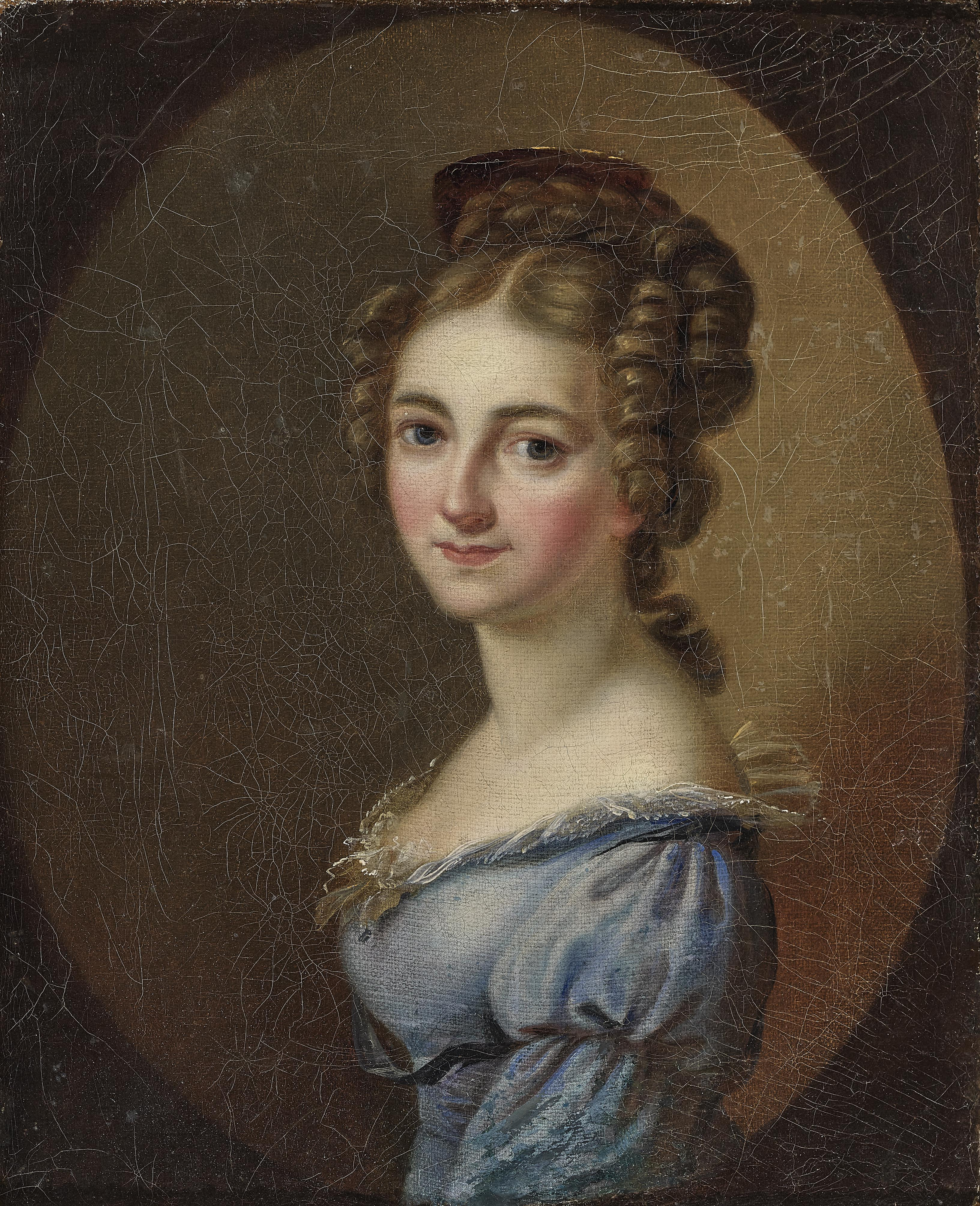
瓦爾德克和皮爾蒙特的瑪蒂爾德

## 家庭
1817年，瑪蒂爾德與符騰堡的歐根結婚，兩人共有1子1女：
1. 瑪麗（1818年—1888年）
2. 歐根·威廉（1820年—1875年）